# فناوری همگرا
فناوری‌های همگرا (به انگلیسی Converging Technologies) به مجموعه ۴ فناوری اطلاعات، زیستی، شناختی و نانو گفته می‌شود که در هم‌افزایی و یکپارچگی با هم قادرند، به نیازهایی از آدمی پاسخ گویند که تاکنون فناوری‌های دیگر قادر به آن نبوده‌اند. این قابلیت بی‌بدیل فناوری‌های همگرا، نتیجه ویژگی‌های ممتاز این فناوری‌ها و قابلیت همگرایی آن‌ها است. از ابتدای هزار سوم میلادی فناوری‌های همگرا مورد توجه خاص قرار گرفته‌اند. انتظار می‌رود این فناوری‌ها، بنیان یک ابرفناوری را بگذارند که تمدن آدمی را به کلی تحت تأثیر خود قرار خواهند داد.
 و «میخاییل روکو»، نخستین نظریه‌پردازان فناوری‌های همگرا به‌شمار می‌روند که دهه ۲۰۱۰ با انتشار کتب و مقالات مختلف به تشریح الزامات و ابعاد این فناوری پرداختند.

## موج چهارم توسعه
محققان فناوری بر این باورند تحولی که علوم و فناوری‌های همگرا ایجاد خواهد کرد به‌مراتب بزرگ‌تر از تحولی است که ماشین بخار و انقلاب صنعتی در زندگی بشر ایجاد نمود. همگرایی علوم از نظر فناورانه بسیار جذاب بوده و تحولاتی در زندگی بشر ایجاد خواهد کرد که هم‌اکنون صحبت کردن در مورد آن‌ها همانند داستان‌های علمی تخیلی می‌ماند. این تحولات آثار اجتماعی و فرهنگی به همراه خواهند داشت که هنوز برای ما ناشناخته هستند. در تاریخ پیشرفت‌های بشر، دوره‌هایی وجود دارد که به واسطه یک اتفاق یا ظهور یک فناوری، جهشی بزرگ در جامعه بشری ایجاد شده‌است که دانشمندان از آن‌ها به عنوان موج‌های توسعه یاد می‌کنند.

### موج اول: کشاورزی
انسان از غارنشینی به کشاورزی و دامپروری روی آورد.

### موج دوم: انقلاب صنعتی
در اوایل قرن نوزدهم انقلاب صنعتی باعث تحول در تولید و سرعت حمل و نقل شد و زندگی انسان‌ها را به کلی تغییر داد.

### موج سوم: فناوری اطلاعات
در نیمه دوم قرن بیستم، فناوری اطلاعات باعث ظهور ابزارهای جدید ارتباطی و ظهور پدیده‌ای به نام رایانه شد که ابعاد مختلفی از زندگی انسان‌ها را تحت تأثیر خود قرار داد.

### موج چهارم: فناوری همگرا
در اوایل قرن ۲۱، آینده‌پژوهان به این نتیجه رسیدند که فناوری‌های همگرا می‌توانند باعث ایجاد ابرجهش‌هایی در حوزه‌های علمی، اقتصادی، سیاسی و اجتماعی شوند.
موج پنجم: تغییرات مکانیکی

## چشم‌انداز
چشم‌انداز تحولاتی که از رهگذر فناوری‌های همگرا تحقق خواهد یافت بسیار شگرف و بنیادین خواهد بود. مهم‌ترین آن‌ها را به این صورت می‌توان دسته‌بندی کرد:
- بسط ادراک و ارتباطات آدمی
- بهبود بخشیدن به سلامت و توانایی فیزیکی آدمی
- تقویت بازده فعالیت‌های گروهی و اجتماعی
- افزایش امنیت وحدت بخشیدن به علم و آموزش
- بهبود کیفی سلامت آدمی

## فناوری همگرا در ایران
در سال ۱۳۹۱ نخستین همایش با عنوان جهان ۱۴۱۴، فناوری‌های همگرا برای بهبود تعالی انسان توسط انجمن بیوتکنولوژی ایران در پژوهشکده مطالعات آینده دانشگاه صنعتی امیرکبیر در روزهای ۱۵ و ۱۶ آذر ماه ۱۳۹۱ برگزار شد. همچنین در دانشگاه تهران پژوهشکده فناوری‌های همگرا در حوزه‌های (علوم شناختی، بیوتکنولوژی، علوم اطلاعات و نانوفناوری) به ریاست محمود کمره‌ای از سال ۱۳۹۵ آغاز به کار کرد. در حال حاضر مرکز راهبردی فناوری‌های همگرا وابسته به معاونت علمی و فناوری ریاست جمهوری به ریاست سلطانی متولی این حوزه شناخته می‌شود.
سمینار «فناوری‌های همگرا؛ موج چهارم توسعه» در تاریخ ۱۵ اردیبهشت ۱۳۹۵ با حمایت پارک فناوری پردیس و معاونت علمی بنیاد نخبگان برگزار شد.